# Gas (Kirgisistan)
Gas (kirgisisch Газ) ist ein Dorf in Kirgisistan mit 2228 Einwohnern (Stand 2023).

## Geographie
Das Dorf liegt im Rajon Batken des Oblus Batken. Es ist der Landgemeinde Kyschtut untergeordnet. Das Dorf liegt im zentralen Teil des Rajon, am linken Ufer des Ak-Suu, einem Nebenfluss des Soʻx. Es befindet sich in einer Entfernung von etwa 23 Kilometern (Luftlinie) südöstlich der Stadt Batken, dem Verwaltungszentrum des Rajon und des Oblus.

## Bevölkerung
| Jahr | Einwohner |
| ---- | --------- |
| 2009 | 1615      |
| 2015 | 2146      |
| 2023 | 2228      |

Anmerkung: 2009 Volkszählungsdaten, 2015–2023 Fortschreibung